# 백상훈 (축구 선수)
백상훈(한국 한자: 白尙訓, 2002년 1월 7일 ~ )은 대한민국의 축구 선수이며 포지션은 미드필더이다. 현재 FC 서울 소속이다.

## 클럽 경력
2021 시즌을 앞두고 FC 서울에 입단하면서 프로 커리어를 시작했다. 2021년 4월 21일에 치러진 제주 유나이티드와의 원정 경기에서 프로 데뷔전을 치렀다.

## 국가대표팀 경력
2019년 FIFA U-17 월드컵에서 전 경기 선발 출전 하였다. 칠레와의 조별 예선 3차전에서 경기 시작 52초만에 선제골을 기록하여 팀의 2-1 승리 및 자력 16강 진출을 이끌었다.